# Combe St Nicholas
Combe St Nicholas – wieś w Anglii, w hrabstwie Somerset, w dystrykcie (unitary authority) Somerset. Leży 68 km na południowy zachód od miasta Bristol i 212 km na zachód od Londynu. W 2002 miejscowość liczyła 1336 mieszkańców.